# Malhuantla
Malhuantla är en ort i Mexiko.   Den ligger i kommunen Tetipac och delstaten Guerrero, i den södra delen av landet, 110 km sydväst om huvudstaden Mexico City. Malhuantla ligger 1 913 meter över havet och antalet invånare är 240.
Terrängen runt Malhuantla är huvudsakligen kuperad, men österut är den bergig. Runt Malhuantla är det ganska tätbefolkat, med 111 invånare per kvadratkilometer. Närmaste större samhälle är Taxco de Alarcón, 12,7 km sydost om Malhuantla. I omgivningarna runt Malhuantla växer huvudsakligen savannskog.